# Yoshi Sudarso
Yoshua Sudarso (nacido el 12 de abril de 1989) es un actor y doble de riesgo estadounidense nacido en Indonesia.

## Biografía
Sudarso nació en Surabaya, Indonesia, de padres indonesios de ascendencia china y japonesa. Su familia se mudó a Cerritos, California, cuando él tenía nueve años. Estudió en Universidad Estatal de California, Long Beach inicialmente y siguió una carrera en matemáticas y contabilidad antes de finalmente cambiarse al teatro. Es famoso por interpretar a Koda, el Blue Ranger en Power Rangers Dino Charge y Power Rangers Dino Super Charge. Sudarso también tiene un hermano menor, Peter Adrian Sudarso, quien también es actor y modelo e interpretó a un Power Ranger, Preston Tien, el Blue Ranger de Power Rangers Ninja Steel y Power Rangers Super Ninja Steel.

## Carrera
Sudarso comenzó su carrera trabajando en acrobacias en importantes películas y programas de televisión como The Maze Runner, Agents of S.H.I.E.L.D., Alita: Battle Angel y más.
Sudarso fue actor de traje para Power Rangers Samurai y Power Rangers Megaforce antes de que finalmente fuera elegido para un papel principal como Koda para Power Rangers Dino Charge.
Fue elegido para el papel principal en la película de spaghetti western en idioma indonesio Buffalo Boys de Mike Wiluan. La película fue el primer proyecto en su país de origen. La película se convirtió en la presentación de Singapur para la categoría de Película Extranjera de los Oscar.
En agosto de 2018, se unió al elenco del drama independiente ambientado en Manila , Vacuum by Design, y protagonizó junto a Rhian Ramos, Osric Chau y Chris Pang. El mismo mes, se anunció que se unió al elenco en un papel secundario clave en su segundo proyecto en indonesio Milly & Mamet, un spin-off de la popular franquicia "Ada Apa Dengan Cinta?" de Riri Riza, junto con Sissy Priscilla y Dennis Adhiswara.
En 2022, Sudarso protagonizó la película de acción de David Leitch, Bullet Train, como la versión más joven del personaje de Hiroyuki Sanada, "el Viejo".

## Filmografía
| Año       | Título                                  | Papel             | Notas                            | Refs          |
| --------- | --------------------------------------- | ----------------- | -------------------------------- | ------------- |
| 2010      | Easy A                                  | Eric Ling         | Sin acreditar                    |               |
| 2013      | My Life as a Video Game                 | The Noobkiller    | 1 episodio                       |               |
| 2014      | It's Not You, It's Me                   | Ian               | Miniserie de televisión          |               |
| 2015      | Shuriken Sentai Ninninger               | Turista           | 1 episodio                       |               |
| 2015      | Super Power Beat Down                   | Spider Man        | 1 episodio                       |               |
| 2015      | Apt. 210 Confessional                   | Josh Adrien       | Miniserie de televisión          |               |
| 2015–2016 | Power Rangers Dino Charge               | Koda              | Protagonista                     |               |
| 2016      | NCIS: Los Angeles                       | Aaron Kim         | 1 episodio                       |               |
| 2016      | Agents of S.H.I.E.L.D.                  | Agente de Hydra   | 1 episodio; sin acreditar        |               |
| 2016–2019 | Pretty Dudes                            | Sunji             | Protagonista                     |               |
| 2017      | K.C. Undercover                         | Agente enemigo    | 1 episodio                       |               |
| 2018      | Disfluency                              | Sean              | Cortometraje                     |               |
| 2018      | Power Rangers Hyperforce                | Joe Shih          | Recurrente, 9 episodios          |               |
| 2018      | The Thundermans                         | Hockey Goon Brock | 1 episodio                       |               |
| 2018      | Power Rangers Super Ninja Steel         | Preston           | Protagonista (Koda, 3 episodios) |               |
| 2018      | Buffalo Boys                            | Suwo              | Película                         |               |
| 2018      | Milly & Mamet: Ini Bukan Cinta & Rangga | James             | Película                         |               |
| 2019      | Empty by Design                         | Marco             | Película                         |               |
| 2019      | At Your Service                         | Benson Wu         | 1 episodio                       |               |
| 2020      | Power Rangers Beast Morphers            | Koda              | 2 episodios                      |               |
| 2020      | Project Power                           | Knifebones        | Sin acreditar                    |               |
| 2020      | The Paper Tigers                        | Teen Danny        | Película                         |               |
| 2020      | Avatar: The Last Airbender: Agni Kai    | Zuko              | Fan film                         | [ 10 ] [ 11 ] |
| 2021      | Serigala Langit                         | Herman "Jaguar"   | Película                         |               |
| 2022      | Death's Diner                           | Muerte            | Cortometraje                     | [ 12 ]        |
| 2022      | Bullet Train                            | El Viejo joven    | Película                         |               |
| 2022      | Blade of the 47 Ronin                   | Sun               | Película de streaming            |               |
| 2023      | Escape from Love                        | David Hasen       | Película                         |               |